# Yokohama Flügels
Lo Yokohama Flügels (dalla parola tedesca Flügel, che significa "ala" o "ali") (横浜フリューゲルス?, Yokohama Furyūgerusu), ufficialmente ANA Sato Kogyo Football Club (全日空佐藤工業サッカークラブ?) da cui deriva l'abbreviazione AS Flügels, è stata una società calcistica giapponese con sede nella città di Yokohama.
Fondata nel 1964 ed entrata nell'orbita della All Nippon Airways nel 1979, verso la fine degli anni ottanta divenne una delle squadre principali della massima serie nazionale, rimanendo tale anche dopo l'avvento del professionismo nel decennio successivo, in concomitanza con alcune affermazioni a livello internazionale (tra cui la Coppa delle Coppe asiatica nel 1995). Il club chiuse i battenti nel 1999, in seguito ad una fusione con gli Yokohama Marinos voluta dalla All Nippon Airways per fronteggiare i postumi della crisi finanziaria asiatica del 1998.

## Storia

### Periodo dilettantistico

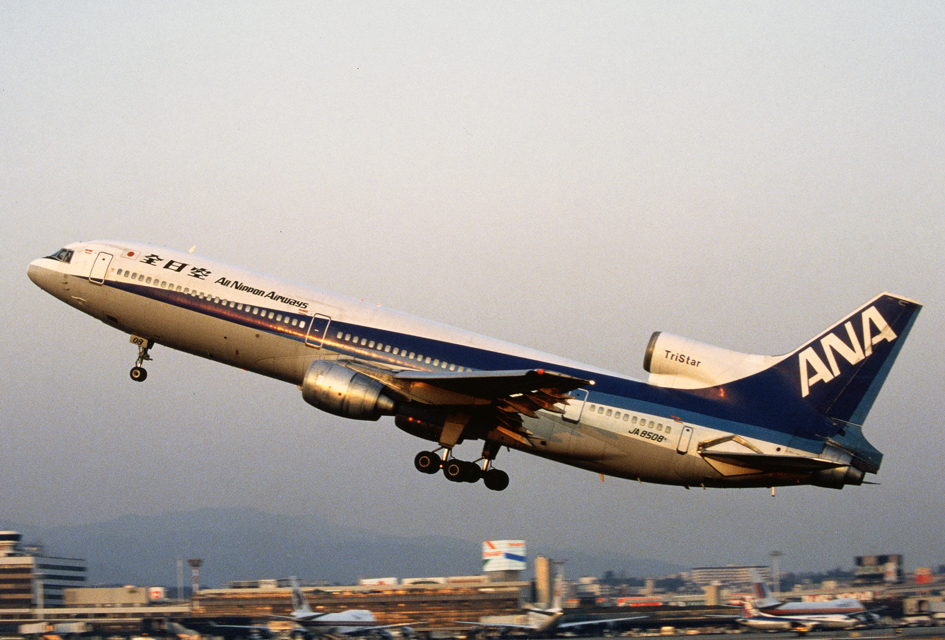
Un Lockheed L-1011 TriStar con la livrea della All Nippon Airways: la denominazione del club utilizzata tra il 1979 e il 1983 riprende il nome di questo modello d'aereo.

Il club fu fondato nel 1964 come sezione calcistica della squadra sportiva comunale di Yokohama, denominata Yokohama Sport Club (横浜サッカークラブ?). Iscrittasi alla lega della prefettura di Kanagawa, dal 1979 la società entrò nell'orbita della All Nippon Airways che, dopo essere stata per quattro anni il principale finanziatore del club, decise di acquisirne il controllo amministrativo cambiandone il nome in Yokohama TriStar (横浜トライスターサッカークラブ?). A partire dal 1981 la squadra iniziò una rapida scalata del sistema calcistico giapponese che lo portò, nel 1984, alla promozione nella massima divisione della Japan Soccer League.
Tali risultati furono resi possibili grazie a una politica societaria simile a quella già adottata da alcune squadre di massima divisione, volta a tesserare dei calciatori con dei contratti più simili a quelli professionistici, che contemplavano fra l'altro maggiori agevolazioni economiche e logistiche rispetto a quei giocatori legati da un contratto dilettantistico. Queste disparità di trattamento all'interno della rosa, nonché alcune scelte della societarie sulla gestione delle infrastrutture, causarono il malcontento di parte dei giocatori nei confronti della All Nippon Airways (che, poco prima della promozione, aveva rinominato la squadra in ANA Yokohama Football Club (全日空横浜サッカークラブ?) in seguito ai postumi dello scandalo Lockheed e all'assunzione del controllo totale del club). In questo contesto, la stagione d'esordio del club in massima serie (1985-86) vide la squadra mai in gara per la salvezza, retrocedendo con diverse giornate di anticipo e concludendo il campionato con solo cinque punti tramite una vittoria e tre pareggi: quando, in seguito a tale risultato negativo la All Nippon Airways annunciò il licenziamento di alcuni dei giocatori dissidenti, questi misero in atto una protesta boicottando il match valido per l'ultima giornata del campionato.
Tale avvenimento comportò, oltre alla squalifica permanente dei sei giocatori coinvolti nella protesta, un iniziale bando della squadra dalle competizioni organizzate dalla Japan Soccer League, evitato solamente grazie ad alcuni provvedimenti presi nei giorni successivi al match (tra cui il licenziamento di gran parte dello staff): in seguito a questi fatti la squadra fu radicalmente rinnovata e, dopo una stagione interlocutoria, l'ANA Yokohama riguadagnò la massima serie al termine della stagione 1987-88 con una rosa che guidata dall'allenatore Toshihiko Shiozawa e che faceva leva sull'argentino come Néstor Piccoli.
Rinominata la società in All Nippon Airways Football Club (全日空サッカークラブ?), la dirigenza proseguì nella crescita del club inserendo in rosa dei calciatori della Nazionale (come Osamu Maeda, Naoto Ōtake o Yasuharu Sorimachi) o provenienti dall'Argentina (tra cui Fernando Moner, Oscar Acosta e Silvio Rudman). I risultati migliorarono sensibilmente sin dalla stagione del ritorno in massima serie, in cui la squadra ottenne un secondo posto alle spalle del Nissan Motors per poi conseguire, nei campionati successivi e con Shū Kamo subentrato a Shiozawa alla guida tecnica nel 1991, dei risultati di livello medio-alto.

### Periodo professionistico
Durante la stagione 1991-1992 il club della All Nippon Airways accettò l'invito a iscriversi in J. League, nuova lega calcistica disputata a regime professionistico: la cosa fu resa possibile grazie all'entrata nell'egida societaria dell'impresa edile Sato Kogyo. Rinominatosi in Yokohama Flügels (横浜フリューゲルス?), il club ottenne un primo trofeo prevalendo in Coppa dell'Imperatore dove sconfisse nettamente il Kashima Antlers in finale: tale risultato permise inoltre alla squadra di esordire a livello internazionale con la partecipazione all'edizione 1994-1995 della Coppa delle Coppe asiatica, vinta dopo aver prevalso in finale contro l'Al-Shaab. La squadra concluse il proprio ciclo di affermazioni a livello internazionale vincendo la prima edizione della Supercoppa d'Asia ai danni dei campioni continentali del Thai Farmers Bank.
A discapito dei successi in campo internazionale, in campionato lo Yokohama Flügels (supportata anche da uno scarso numero di spettatori) non ottenne mai risultati di rilievo concludendo nelle posizioni intermedie di classifica: un'eccezione ci fu nel 1996 quando, dopo essersi ritrovato in cima alla classifica con due gare ancora da giocare, vanificò i propri sforzi perdendo gli incontri rimanenti
. Nel corso della stagione 1998 la squadra fu colpita di riflesso dalla crisi finanziaria asiatica, che comportò l'uscita dall'orbita aziendale della Sato Kogyo. Privata del proprio partner azionario, la All Nippon Airways decise di cedere la società alla Nissan, che all'inizio della stagione 1999 fuse la squadra con gli Yokohama Marinos cambiandone il nome in Yokohama F·Marinos. L'ultima partita disputata dalla squadra fu la finale dell'edizione 1998 della Coppa dell'Imperatore, in cui si imposero sullo Shimizu S-Pulse con il punteggio di 2-1. I tifosi del Flugels, credendo che la loro squadra fosse stata sciolta invece di essersi fusa, si rifiutarono di fare il tifo per i rivali del Marinos, così fondarono un anno dopo il Yokohama FC, che attualmente milita nella J2.

## Colori e simboli

### Colori

Fino al 1992, il simbolo della squadra era rappresentato dal logo della All Nippon Airways, compagnia affiliata al club.

I colori utilizzati nelle divise della squadra erano il bianco e il blu; a partire dal 1993 vi furono accostati, alternativamente, il celeste, il rosso o il verde.
|  | 1985 | 1989 | 1995 | 1998 |

### Simboli ufficiali
Lo Yokohama Flügels utilizzava un simbolo che vedeva, all'interno di uno scudo, una "F" celeste bordata di blu scuro. Negli anni precedenti all'ingresso della squadra nel calcio professionistico, veniva utilizzato il logo della All Nippon Airways.

### Mascotte
La mascotte ufficiale della società era un beagle umanoide con un casco da aviatore con le ali, chiamato Tobimaru, che indossa la maglia della squadra e con al collo degli occhiali da aviatore.

### Inno
L'inno della squadra era Victory, brano musicale del gruppo J-pop The Alfee.

## Società
Fino al 1992 la società faceva parte del circolo sportivo aziendale della All Nippon Airways: in seguito fu creata una nuova società che, pur inserita in un contesto professionistico, era controllata finanziariamente dalla ANA e dalla società di costruzioni edili Sato Kogyo.

### Sponsor
Cronologia degli sponsor tecnici
- 1985-1998: Puma
- 1993-1996: Mizuno (solo J. League)

Cronologia degli sponsor ufficiali
- 1992-1998: ANA SATO (parte anteriore, dal 1997 al 1998 sulle maniche)
- 1993-1994: Idemitsu Kosan (maniche)
- 1993-1998: Bandai (parte posteriore)

## Strutture

### Stadio

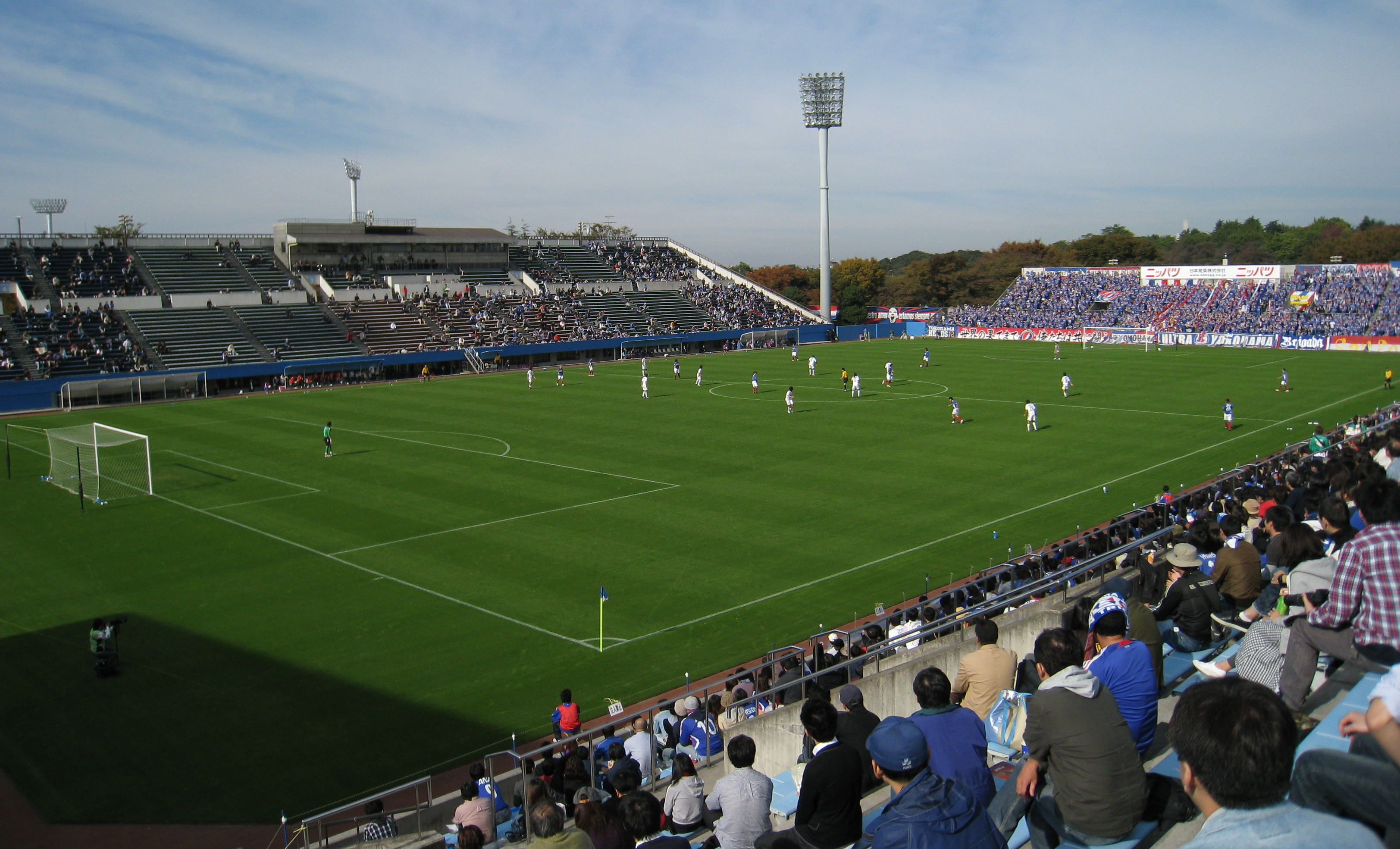
Durante il periodo in cui detenne lo status di squadra professionistica, lo Yokohama Flügels ha disputato la maggior parte delle proprie partite interne nel Mitsuzawa Stadium.

Nel periodo in cui esercitava il regime dilettantistico, la squadra non ha mai avuto un campo fisso in cui disputare le partite interne: almeno fino alla stagione 1991-92, la maggior parte di esse si svolgevano a Tokyo, inizialmente nel Nishigaoka Stadium e poi nel National Olympic Stadium. Quando il club ottenne l'iscrizione alla J. League e il conseguente passaggio al regime professionistico, fino al 1995 ha disputato le proprie gare interne negli stadi delle prefetture di Nagasaki, Kumamoto e Kagoshima a cui si affiancava il Mitsuzawa Stadium di Yokohama, divenuto in seguito l'unico campo in cui la squadra disputerà i match casalinghi.

### Centro di allenamento
A partire dal 1994 lo Yokohama Flügels ha svolto le proprie sessioni di allenamento nel Totsuka Training Center (戸塚トレーニングセンター?), per l'occasione rinominato in Yokohama Flügels Higashitoka Training Center (横浜フリューゲルス東戸塚トレーニングセンター?). Dopo la chiusura del club la struttura è stata riutilizzata, con un nome diverso, dallo Yokohama F·Marinos per poi essere inglobata nello Yokohama FC LEOC Training Center (横浜FC ・LEOC トレーニングセンター?), dal 2007 centro di allenamento dell'omonimo club.

## Allenatori
Allenatori
- 1972-1974:  Yutaka Mori
- 1975:  Yutaka Tanaka
- 1976:  Takamitsu Morimoto
- 1977-1983:  Hideo Kubo
- 1984-1985:  Naoki Kurimoto
- 1986-1991:  Toshihiko Shiozawa
- 1991-1994:  Shū Kamo
- 1995:  Bunji Kimura
- 1995:  Antônio Carlos Silva
- 1996-1997:  Otacílio
- 1998:  Carles Rexach
- 1998:  Gert Engels

## Palmarès

### Competizioni nazionali
- Campionati regionali giapponesi di calcio: 1

1983
- Japan Soccer League Division 2: 1

1987-88
- Coppa dell'Imperatore: 2

1993, 1998

### Competizioni internazionali
- Coppa delle Coppe AFC: 1

1994-1995
- Supercoppa d'Asia: 1

1995

### Altri piazzamenti
- Campionato giapponese:

Terzo posto: 1996
- Coppa dell'Imperatore:

Finalista: 1997
- Coppa J. League:

Semifinalista: 1993, 1997
- Supercoppa del Giappone:

Finalista: 1994
- Konica Cup:

Semifinalista: 1990
- Coppa delle Coppe dell'AFC:

Semifinalista: 1995-1996

## Statistiche e record

### Partecipazione ai campionati
| Livello | Categoria                      | Partecipazioni | Debutto | Ultima stagione |
| ------- | ------------------------------ | -------------- | ------- | --------------- |
| 1°      | Japan Soccer League            | 5              | 1985-86 | 1991-92         |
| 1°      | J. League                      | 5              | 1993    | 1998            |
| 2°      | Japan Soccer League Division 2 | 3              | 1984    | 1987-88         |
| 3°      | Campionati regionali           | 2              | 1982    | 1983            |
| 4°      | Leghe prefetturali             | 17             | 1964    | 1981            |

### Informazione storica
- All Nippon Airways
- Sato Kogyo
- Yokohama Sports and Culture Club
- Yokohama F·Marinos
- Yokohama FC

### Liste e riconoscimenti
- Albo d'oro della Coppa dell'Imperatore